# Église San Lazzaro de Pavie
L'église San Lazzaro est située à la périphérie Est de Pavie. Construite au XIIe siècle le long de la Via Francigena, elle était dotée d'un hôpital dédié aux soins des pèlerins et des lépreux.

## Histoire
L'église est documentée pour la première fois dans un document daté de 1157, avec lequel le noble Gislenzone Salimbene, avec ses fils Siro et Malastrava, a fait don de grandes propriétés foncières à l'église et à l'hôpital voisin. Le bâtiment était situé le long de la Via Francigena et était destiné à aider les pèlerins en transit vers ou depuis Rome. En 1216, l'évêque de Pavie Fulco Scotti a dicté les statuts de l'hôpital, tandis que des privilèges et immunités ont été accordés à l'institution par Jean Galéas Visconti en 1376, et d'autres ont été accordés par des bulles émises par les papes Martin V en 1426 et Paul II en 1466. La visite pastorale de 1460 témoigne que l'hôpital ne disposait que de 4 lits dont deux abritaient des lépreux.
Lors du siège et de la bataille de Pavie en 1525, le complexe fut occupé par les troupes de François Ier, roi de France, subissant des dommages considérables. En 1565, l'hôpital fut élevé, par le pape Pie IV, au rang de commanderie de l'Ordre de Saint-Lazare de Jérusalem. Le premier commandeur fut Giuseppe Salimbene, tandis que, quelques années plus tard, en 1572, l'ordre fut uni à celui de Saint Maurice, donnant ainsi naissance à l'Ordre des Saints Maurice et Lazare. Peu de temps après, l'église fut élevée au rang de paroisse (1571), mais en 1581, l'évêque Ippolito de Rossi fit supprimer la paroisse et la réunit avec celle de San Pietro in Verzolo, dont elle dépend encore aujourd'hui.

## Architecture

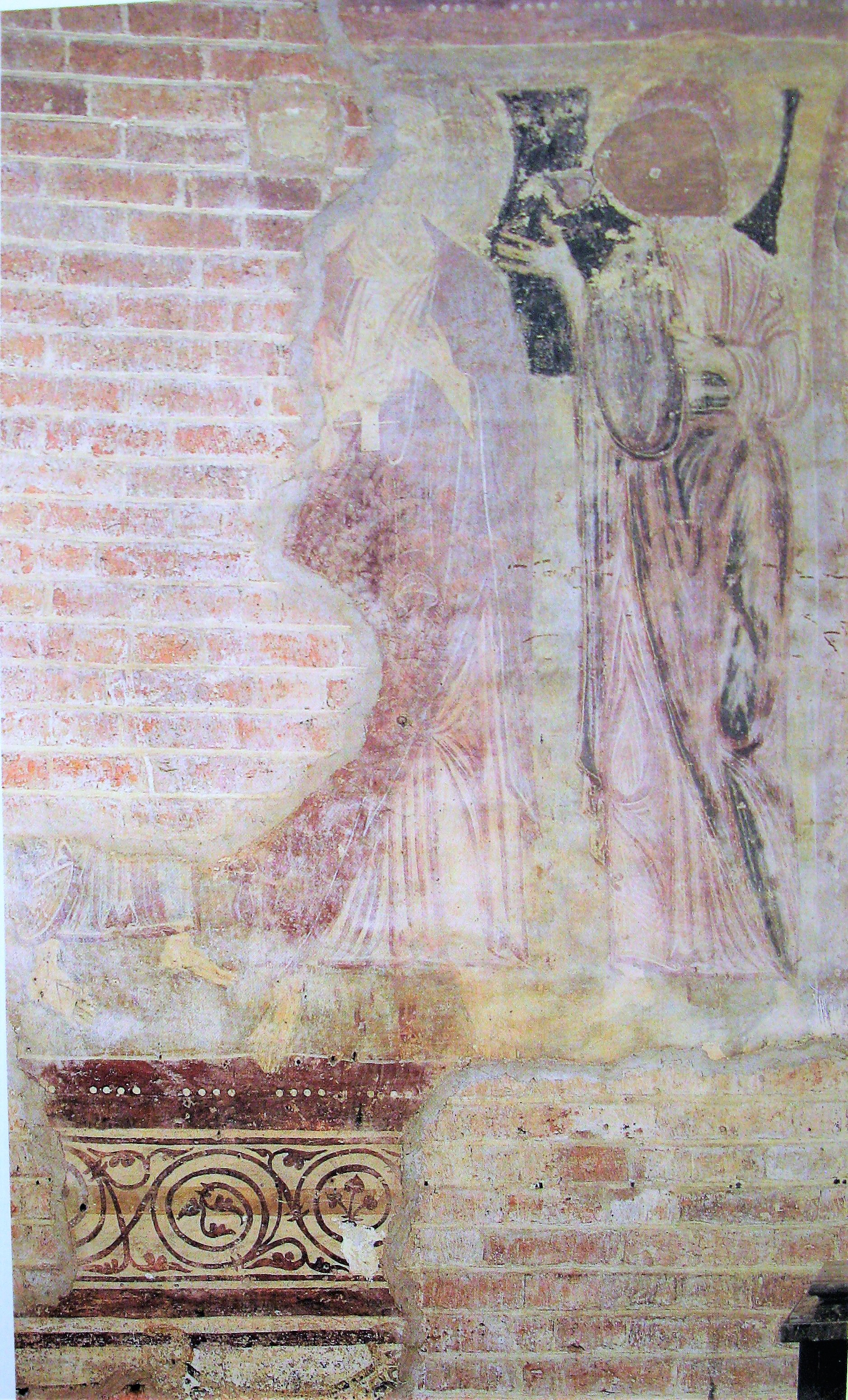
Fresques de l'abside, premières décennies du XIIIe siècle.

Bien que de petite taille, le bâtiment est une œuvre unitaire en termes de conception et d'exécution et représente un exemple clair de l'art roman lombard. La façade, comme beaucoup d'autres édifices de Pavie, est enrichie d'une loggia aveugle et de vasques en céramique byzantine datant du XIIIe siècle, tandis que certains chapiteaux de la fenêtre à meneaux au centre de la façade remontent à l'époque carolingienne.  
Le décor de la loggia aveugle soutenue par des colonnettes longe également le côté Nord de l'église, où s'ouvre un second portail. L'église a une nef unique, et à l'intérieur, et en particulier dans la zone de l'abside, se trouvnet des fragments de fresques datées de la première moitié du XIIIe siècle.